# Горный трёхпалый тинаму
Горный трёхпалый тинаму, или горный нотоцеркус, или тинаму Бонапарте (лат. Nothocercus bonapartei) — вид наземных птиц семейства тинаму, обитающая в горных влажных лесах, как правило, на высоте более 1500 м над уровнем моря.

## Таксономия
Все виды из семейства тинаму, а также в большей схеме бескилевых. В отличие от других бескилевых тинаму могут летать, хотя в целом, у них несильные способности к полёту. Все бескилевые произошли от доисторических птиц, а тинаму являются ближайшими живыми родственниками.
Вид имеет пять подвидов:
- N. b. frantzii обитает в горах Коста-Рики и западной Панамы.
- N. b. bonapartei обитает на северо-западе Венесуэлы и севере Колумбии.
- N. b. discrepans обитает в центральной Колумбии (провинции Толима и Мета).
- N. b. intercedens обитает в западных Андах Колумбии.
- N. b. plumbeiceps обитает в Андах на восточном Эквадоре и дальнем севере Перу.

Джордж Роберт Грей опознал горного нотоцеркуса по экземпляру из Арагуа в 1867 году.

## Этимология
Слово bonapartei происходит от фамилии Шарля Люсьена Бонапарта, записанной на латыни.

## Описание
Горный нотоцеркус в среднем 38,5 см (15,2 в) в длину и весит 925 г (2,04 фунтов). Его оперение пятнистое или крапчатое, с чёрными и цвета корицы спиной и крыльями с рыжим горлом.

## Поведение
Горный нотоцеркус ведёт очень скрытый образ жизни, как правило, одиночно или небольшими группами (до пяти птиц). Им нравится есть фрукты с поверхности земли или с кустарников, а иногда насекомых. Вокализация птицы — это громко повторяющийся и пустой зов самца.
В течение сезона размножения самец высиживает от 4-х до 12 яиц, которые могут быть от более чем одной самки. После вылупления птенцов самец будет заботиться о них до тех пор, пока они не научатся самостоятельно ходить.

## Ареал
Этот представитель тинаму обитает в Андах, Колумбии, восточном Эквадоре, северном Перу, западной Венесуэле, горах Коста-Рики и западной Панаме.

## Среда обитания
Горный нотоцеркус часто посещает горные леса на высоте 1500 м (размере 4900 м), предпочитая болотистые области, особенно зарослях бамбука и овраги.

## Статус
Вид внесён в список МСОП как находящийся под наименьшей угрозой, и хотя разрешается охота ради пропитания, его популяция кажется стабильной. Ареал простирается на 140 000 км2.